# Кофермент A
Коферме́нт А (КоА) (іноді Коензи́м А, CoA, CoASH, або HSCoA) — кофермент ацилювання (зокрема ацетилювання). Один з найважливіших коферментів. Бере участь в реакціях перенесення ацильних груп.
Молекула СоА складається із залишків аденілової кислоти та пантотенової кислоти, зв'язаних пірофосфатом. Пантотенова кислота приєднана пептидним зв'язком до залишку β-меркаптоетаноламіну.
Із СоА пов'язана низка біохімічних реакцій розпаду та синтезу жирних кислот, жирів, перетворень продуктів розпаду вуглеводів. У всіх випадках СоА діє як посередник, що приєднує та переносить кислотні залишки на інші речовини. При цьому залишки кислот на СоА можуть модифікуватися чи переноситися без змін.

## Структура
На схемі зображені складові частини Коензиму А:
- 1. 3'-фосфо-Аденозин
- 2. Дифосфат
- 1+2. 3'-фосфо-Аденозиндифосфат
- 3. Пантоенова кислота: Дигідрокси-Диметил-Бутанат
- 4. β-Аланін
- 3+4. Пантотенова кислота
- 5. β-Меркапто-Етиламін, або Тіоетаноламін, або Цистеамін
- 3+4+5. Пантетеїн

## Галерея

Ацетил КоА
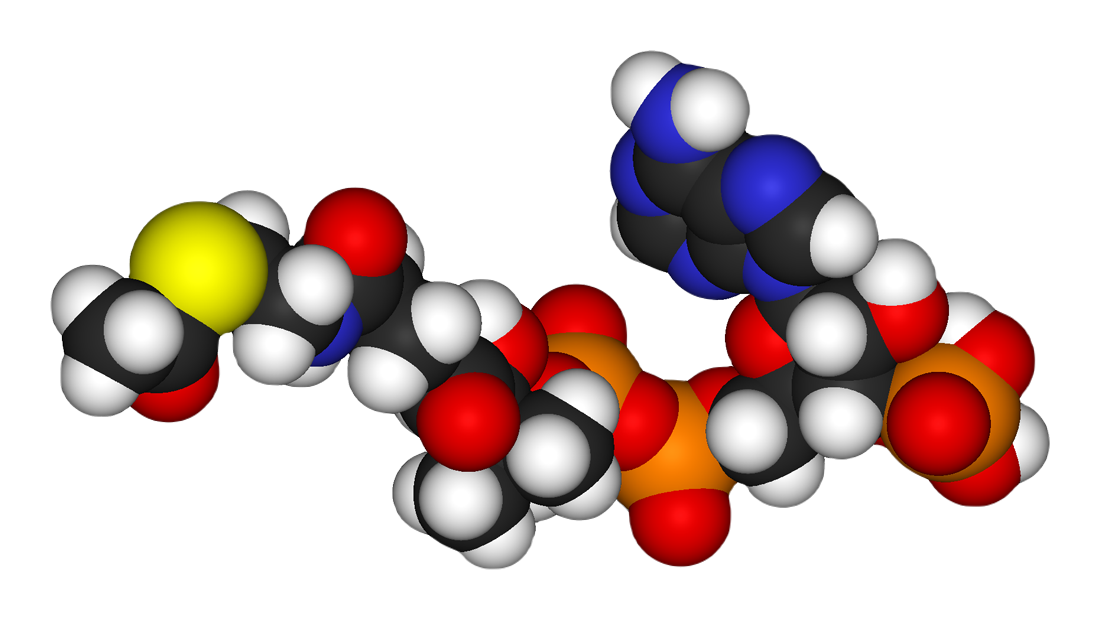
Ацетил КоА. Кулькова модель